# 노무라 히로노부
노무라 히로노부(Hironobu Nomura, 1965년 5월 3일 ~ )는 일본의 배우이다.
도쿄도에서 태어났다.

## 방송
- 실황당하는 남자
- 가면 라이더 에그제이드
- 언더웨어
- 야마모토 슈고로 인정 시대극
- 명란젓 매콤

## 영화
- 정성을 다해 요리첩 (2020년) - 세이하치 역
- 원타치 (2019년) - 하세가와 게이지 역
- 아틀리에 (2015년)
- 요코 벚꽃 (2015년)
- 썸씽 라이크 썸씽 라이크 잇 (2015년)
- 제우스의 법정 (2013년)
- 명란젓 매콤 (2013년)
- 솔개 (2013년)
- 보스 (2009년)
- 기성 오청원 (2007년)
- 만지 (2006년) - 켄지 역
- 절규 (2006년) - 오노다 세이지 역
- 에코에코 아자락 4 (2006년)
- 컨페션스 오브 도그 (2006년)
- 단게 사젠, 백만냥의 항아리 (2004년) - 겐자부로 역
- 러브드 건 (2004년)
- 꽃과 뱀 (2004년) - 토오야마 다카요시 역
- 꿈의 캘리포니아 (2002년) - 무네이시 토오루 역
- 야쿠자의 아내들: 붉은 살의 (1999년)
- 6월의 신부 (1998년) - 하라다 카츠키 역
- 학교괴담 3 (1997년)
- 학교괴담 2 (1996년)
- 학교괴담 (1995년)
- 메인 테마 (1984년)